# Jennifer Aniston
Jennifer Joanna Aniston (n. 11 februarie 1969, Sherman Oaks, Los Angeles, California, SUA) este o actriță, regizoare, producătoare de film și femeie de afaceri americană.
A cucerit faima internațională pentru rolul lui Rachel Green în sitcom-ul Friends (Prietenii tăi) (1994–2004), rol pentru care ea a câștigat un premiu Emmy, un Glob de Aur și un premiu Screen Actors Guild Award. În 2012, Aniston a primit o stea pe Hollywood Walk of Fame. Adițional, revista Men's Health a ales-o pe Aniston drept ”cea mai sexy femeie din toate timpurile” ("Sexiest Woman of All Time").
Jennifer Aniston s-a bucurat de o carieră de succes și în film. Ea a jucat rolul protagonistei feminine în zeci de filme de comedie romantică. Cele mai mari hit-uri box office ale sale sunt Bruce Almighty (2003), The Break-Up (2006), Marley & Me (2008), Just Go with It (2011), Horrible Bosses (2011) și We're the Millers (2013), toate încasând peste 200 de milioane $ în Statele Unite.

## Biografie
S-a născut în Sherman Oaks, Los Angeles. Părinții săi sunt John Aniston și Nancy Dow. Din partea tatălui are descendenți greci, iar din partea mamei italieni și scoțieni. Are doi frați vitregi, John Melick și Alex Aniston. Nașul său a fost actorul Telly Savalas, cel mai bun prieten al tatălui său. În copilărie a locuit un an în Grecia împreună cu familia sa. Mai târziu s-au mutat la New York. Studiile și le-a făcut la școala Rudolf Steiner și Liceul de Muzică și Artă Dramatică Fiorello H. LaGuardia din Manhattan. A jucat în producții care nu au fost prezentate pe Broadway, precum For Dear Life and Dancing on Checker's Grave și s-a întreținut având mai multe slujbe cu normă redusă, câteva din acestea fiind ospătăriță, operator telefonic și curier. În 1989 s-a mutat la Los Angeles. În 1996 a fost apreciată pentru prestația sa din filmul independent She's the One, Office Space în 1999, The Good Girl în 2002 și Friends with Money din 2006. Cel mai mare succes la public și implicit pentru cariera sa l-a avut cu lungmetrajele comerciale Bruce Almighty din 2003, Along Came Polly în 2004, The Break-Up în 2006, Marley & Me din 2008 și He's Just Not That Into You din 2009. Primul său rol într-o producție de televiziune a venit în 1990, într-o serie de scurtmetraje. A apărut după aceea în Ferris Bueller's Day Off, producție care a fost mai târziu suspendată. Nu a fost primul serial în care a apărut și s-a suspendat. Au mai urmat The Edge și Muddling Through. După apariția în filmul de groază Leprechaun, Aniston, descurajată de reacțiile publicului și presei de specialitate a vrut să renunțe la cariera de actor. Decizia sa s-a dovedit a fi una pripită pentru că a reușit să ia castingul pentru sitcomul Friends care a avut un succes extraordinar și a propulsat-o printre cei mai bine cotați actori de la Hollywood.

## Filme

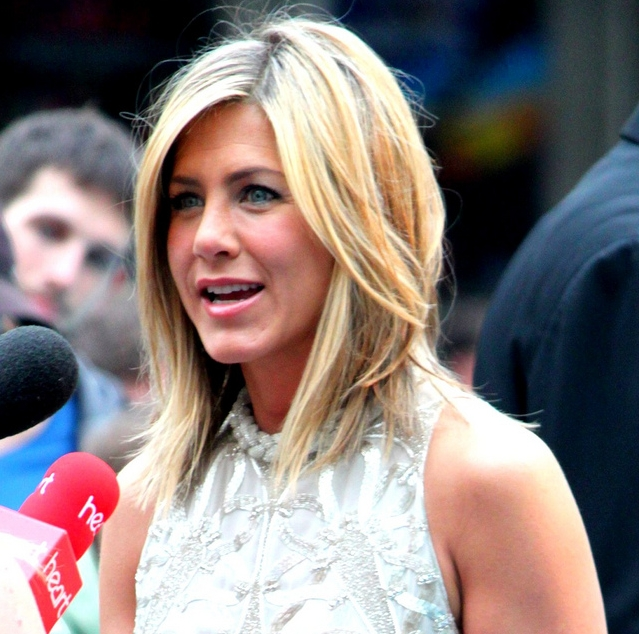
Aniston în Londra, la premiera Horrible Bosses, februarie 2011

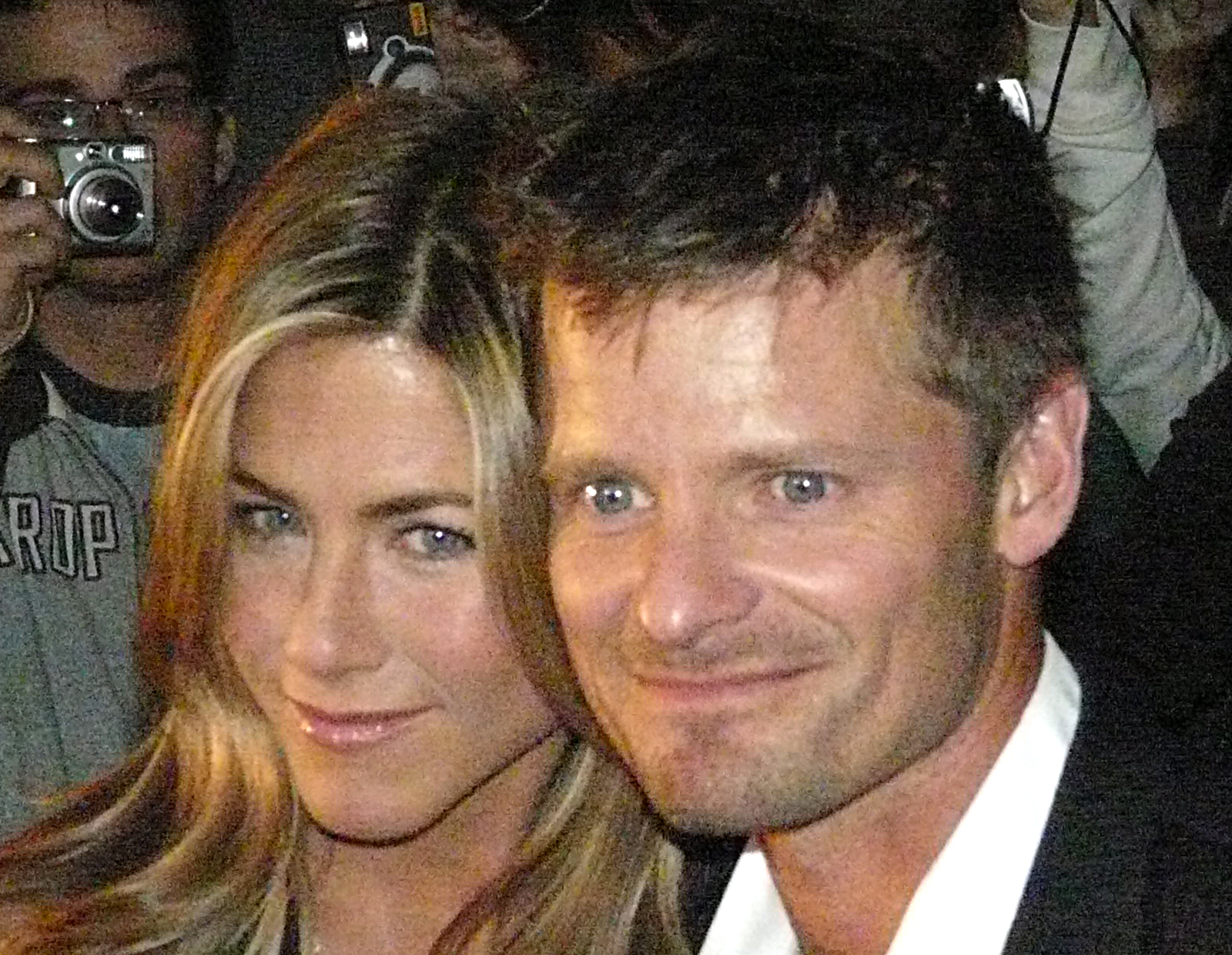
Jennifer Aniston și Steve Zahn la premiera Management (2008)

| An   | Titlu                       | Rol                   | Regizor                  | Note                            |
| ---- | --------------------------- | --------------------- | ------------------------ | ------------------------------- |
| 1988 | Mac and Me                  | Extra                 | Stewart Raffill          | Necreditată                     |
| 1993 | Leprechaun                  | Tory Reding           | Mark Jones               |                                 |
| 1996 | She's the One               | Renee Fitzpatrick     | Edward Burns             |                                 |
| 1996 | Dream for an Insomniac      | Allison               | Tiffanie DeBartolo       |                                 |
| 1997 | 'Til There Was You          | Debbie                | Scott Winant             |                                 |
| 1997 | Picture Perfect             | Kate Mosley           | Glenn Gordon Caron       |                                 |
| 1998 | The Thin Pink Line          | Clove                 | Joe Dietl Michael Irpino |                                 |
| 1998 | Waiting for Woody           | Herself               | Grant Heslov             | Film scurt                      |
| 1998 | The Object of My Affection  | Nina Borowski         | Nicholas Hytner          |                                 |
| 1999 | Office Space                | Joanna                | Mike Judge               |                                 |
| 1999 | The Iron Giant              | Annie Hughes (voce)   | Brad Bird                |                                 |
| 2001 | Rock Star                   | Emily Poule           | Stephen Herek            |                                 |
| 2002 | The Good Girl               | Justine Last          | Miguel Arteta            |                                 |
| 2003 | Bruce Almighty              | Grace Connelly        | Tom Shadyac              |                                 |
| 2003 | Abby Singer                 | Herself               | Ryan Williams            | Cameo                           |
| 2004 | Along Came Polly            | Polly Prince          | John Hamburg             |                                 |
| 2005 | Derailed                    | Lucinda Harris        | Mikael Håfström          |                                 |
| 2005 | Rumor Has It...             | Sarah Huttinger       | Rob Reiner               |                                 |
| 2006 | Friends with Money          | Olivia                | Nicole Holofcener        |                                 |
| 2006 | The Break-Up                | Brooke Meyers         | Peyton Reed              |                                 |
| 2008 | Marley & Me                 | Jenny Grogan          | David Frankel            |                                 |
| 2009 | He's Just Not That into You | Beth Murphy           | Ken Kwapis               |                                 |
| 2009 | Management                  | Sue Claussen          | Stephen Belber           | De asemenea producător executiv |
| 2009 | Love Happens                | Eloise Chandler       | Brandon Camp             |                                 |
| 2010 | The Bounty Hunter           | Nicole Hurley         | Andy Tennant             |                                 |
| 2010 | The Switch                  | Kassie Larson         | Josh Gordon Will Speck   | De asemenea producător executiv |
| 2011 | Just Go with It             | Katherine Murphy      | Dennis Dugan             |                                 |
| 2011 | Horrible Bosses             | Dr. Julia Harris      | Seth Gordon              |                                 |
| 2012 | Wanderlust                  | Linda Gergenblatt     | David Wain               |                                 |
| 2013 | We're the Millers           | Sarah "Rose" O'Reilly | Rawson Marshall Thurber  |                                 |
| 2014 | Life of Crime               | Mickey Dawson         | Daniel Schechter         | De asemenea producător executiv |
| 2014 | Horrible Bosses 2           | Dr. Julia Harris      | Sean Anders              | Post-producție                  |
| 2015 | Cake                        | Claire Simmons        | Daniel Barnz             | De asemenea producător executiv |
| 2015 | She's Funny That Way        | Jane                  | Peter Bogdanovich        |                                 |
| 2015 | Convention                  | Abby                  | Justin Reardon           |                                 |
| 2016 | Super party la birou        | Carol Vanstone        | Josh Gordon & Will Speck |                                 |

## Televiziune
| An        | Titlu                  | Rol                              | Regizor                                                                                       | Note |
| --------- | ---------------------- | -------------------------------- | --------------------------------------------------------------------------------------------- | --- |
| 1990      | Molloy                 | Courtney Walker                  | Andrew D. Weyman John Tracy Jack Shea                                                         | serial (7 episoade) |
| 1990      | Camp Cucamonga         | Ava Schector                     | Roger Duchowny                                                                                | Film de televiziune |
| 1990–1991 | Ferris Bueller         | Jeannie Bueller                  | Various directors                                                                             | serial (13 episoade) |
| 1992      | Quantum Leap           | Kiki Wilson                      | Alan J. Levi                                                                                  | serial (un episod: "Nowhere to Run") |
| 1992–1993 | Format:Sort name       | Various characters               | David Mirkin                                                                                  | serial (20 episoade) |
| 1992–1993 | Herman's Head          | Suzie Brooks                     | Greg Antonacci J.D. Lobue                                                                     | serial (2 episoade) |
| 1994      | Muddling Through       | Madeline Drego Cooper            | Pamela Fryman Andy Ackerman Robby Benson James Widdoes                                        | serial (10 episoade) |
| 1994      | Burke's Law            | Linda Campbell                   | Alan J. Levi                                                                                  | serial (un episod: "Who Killed the Beauty Queen?") |
| 1995      | The Larry Sanders Show | Herself                          | Todd Holland                                                                                  | serial (un episod: "Conflict of Interest") |
| 1994–2004 | Friends                | Rachel Green                     | Mainly Gary Halvorson Kevin Bright Michael Lembeck James Burrows Gail Mancuso David Schwimmer | 236 episoade Golden Globe Award for Best Actress - Television Series Musical or Comedy Logie Award for Most Popular Overseas TV Star People's Choice Award for Favorite Television Performer (2001-2004) Primetime Emmy Award for Outstanding Lead Actress in a Comedy Series Screen Actors Guild Award for Outstanding Performance by an Ensemble in a Comedy Series (shared with the cast of Friends) Teen Choice Award for Choice TV Actress - Comedy (2002, 2004) Nominalizare—American Comedy Award for Funniest Supporting Female Performer in a serial (1996, 1999, 2001) Nominalizare—Golden Globe Award for Best Supporting Actress - Series, Miniseries, or Television Film Nominalizare—Kids' Choice Award for Favorite Television Actress (1997, 1999, 2002-2004) Nominalizare—Kids' Choice Award for Favorite Television Friends (shared with Courtney Cox and Lisa Kudrow) Nominalizare—Primetime Emmy Award for Outstanding Lead Actress in a Comedy Series (2003-2004) Nominalizare—Primetime Emmy Award for Outstanding Supporting Actress in a Comedy Series (2000-2001) Nominalizare—Satellite Award for Best Actress - Television Series Musical or Comedy (2000, 2003) Nominalizare—Screen Actors Guild Award for Outstanding Performance by an Ensemble in a Comedy Series (shared with the cast of Friends, 1999-2004) Nominalizare—Screen Actors Guild Award for Outstanding Performance by a Female Actor in a Comedy Series (2002-2003) Nominalizare—TV Land Award for Most Memorable Kiss (shared with David Schwimmer) Nominalizare—TV Land Award for Break Up That was So Bad it was Good (shared with David Schwimmer) |
| 1996      | Partners               | CPA Suzanne                      | James Burrows                                                                                 | serial (un episod: "Follow the Clams?") |
| 1998      | Disney's Hercules      | Galatea's voice                  | Eddy Houchins                                                                                 | serial (un episod: "Hercules and the Dream Date") |
| 1999      | South Park             | Mrs. Stevens's voice             | Trey Parker Eric Stough                                                                       | serial (un episod: "Rainforest Shmainforest") |
| 2003      | King of the Hill       | Pepperoni Sue/Stephanie's voices | Wes Archer Klay Hall                                                                          | serial (un episod: "Queasy Rider") |
| 2007      | Dirt                   | Tina Harrod                      | Matthew Carnahan                                                                              | serial (un episod: "Ita Missa Est") |
| 2008      | 30 Rock                | Claire Harper                    | Gail Mancuso                                                                                  | serial (un episod: "The One with the Cast of Night Court") Nominalizare—Primetime Emmy Award for Outstanding Guest Actress in a Comedy Series |
| 2010      | Cougar Town            | Glenn                            | Bill Lawrence                                                                                 | serial (1 episod: "All Mixed Up") |

## Jocuri video
| An   | Titlu                               | Rol   | Note |
| ---- | ----------------------------------- | ----- | ---- |
| 1996 | Steven Spielberg's Director's Chair | Laura | Voce |

## Teatru
| An   | Titlu                      | Rol  | Note   |
| ---- | -------------------------- | ---- | ------ |
| 1988 | Dancing on Checker's Grave | Lisa | [ 11 ] |
| 1989 | For Dear Life              |      | [ 12 ] |

## Web series
| An   | Titlu        | Rol  | Note             |
| ---- | ------------ | ---- | ---------------- |
| 2012 | Burning Love | Dana | Episoadele 1 & 2 |

## Regizor
| An   | Titlu   | Note                                 |
| ---- | ------- | ------------------------------------ |
| 2006 | Room 10 | Film scurt                           |
| 2011 | Five    | Segmentul "Mia"; Film de televiziune |

## Producător
| An   | Titlu                                | Rol                 | Note          |
| ---- | ------------------------------------ | ------------------- | ------------- |
| 2008 | Management                           | Producător executiv |               |
| 2009 | Becoming Icizzle (Video documentary) | Producător executiv |               |
| 2010 | The Switch                           | Producător executiv | cu Echo Films |
| 2011 | Five                                 | Producător executiv | cu Echo Films |
| 2013 | Call Me Crazy: A Five Film           | Producător executiv | cu Echo Films |
| 2013 | Icizzle Presents Dog IDS             | Producător executiv |               |
| 2014 | Life of Crime                        | Producător executiv |               |
| 2015 | Cake                                 | Producător executiv | cu Echo Films |

## Documentare
| An   | Titlu                            | Rol       | Regizor           | Note                   |
| ---- | -------------------------------- | --------- | ----------------- | ---------------------- |
| 1995 | Microsoft Windows 95 Video Guide | Ea însăși | Dominick Rossetti | Scurt CD instrucțional |
| 2012 | $ellebrity                       | Ea însăși | Kevin Mazur       | [ 13 ]                 |
| 2014 | Journey to Sundance              | Ea însăși | Julian Starks     | [ 14 ]                 |
| 2014 | Unity                            | Ea însăși | Shaun Monson      | [ 15 ]                 |